# Arab cickány
Az arab cickány (Crocidura arabica) az emlősök (Mammalia) osztályának Eulipotyphla rendjébe, ezen belül a cickányfélék (Soricidae) családjába és a fehérfogú cickányok (Crocidurinae) alcsaládjába tartozó faj.

## Előfordulása
Az Arab-félsziget déli részén, Jemen és Omán területén él, tengerparti síkságokon. Előfordulása nem bizonyított az Egyesült Arab Emírségekben, de könnyen elképzelhető, mert a Muszandam-félsziget emírségekkel határos ománi exklávéjában is leírták.